# Gunung Batubale
Gunung Batubale är ett berg i Indonesien.   Det ligger i provinsen Aceh, i den västra delen av landet, 1 600 km nordväst om huvudstaden Jakarta. Toppen på Gunung Batubale är 1 870 meter över havet, eller 87 meter över den omgivande terrängen. Bredden vid basen är 1,1 km.
Terrängen runt Gunung Batubale är kuperad åt nordväst, men åt sydost är den bergig.Runt Gunung Batubale är det glesbefolkat, med 15 invånare per kvadratkilometer. I omgivningarna runt Gunung Batubale växer i huvudsak städsegrön lövskog.